# Getingrovfluga
Getingrovfluga (Asilus crabroniformis) är en tvåvingeart som beskrevs av Carl von Linné 1758. Getingrovfluga ingår i släktet Asilus och familjen rovflugor. Enligt den finländska rödlistan är arten nationellt utdöd i Finland. Enligt den svenska rödlistan är arten sårbar i Sverige. Arten förekommer i Götaland, Gotland och Öland. Arten har tidigare förekommit i Svealand, Nedre Norrland och Övre Norrland men är numera lokalt utdöd. Artens livsmiljö är torra gräsmarker. Inga underarter finns listade i Catalogue of Life.

## Bildgalleri

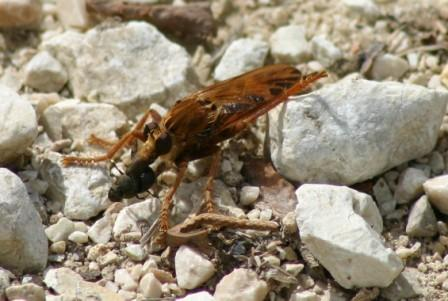
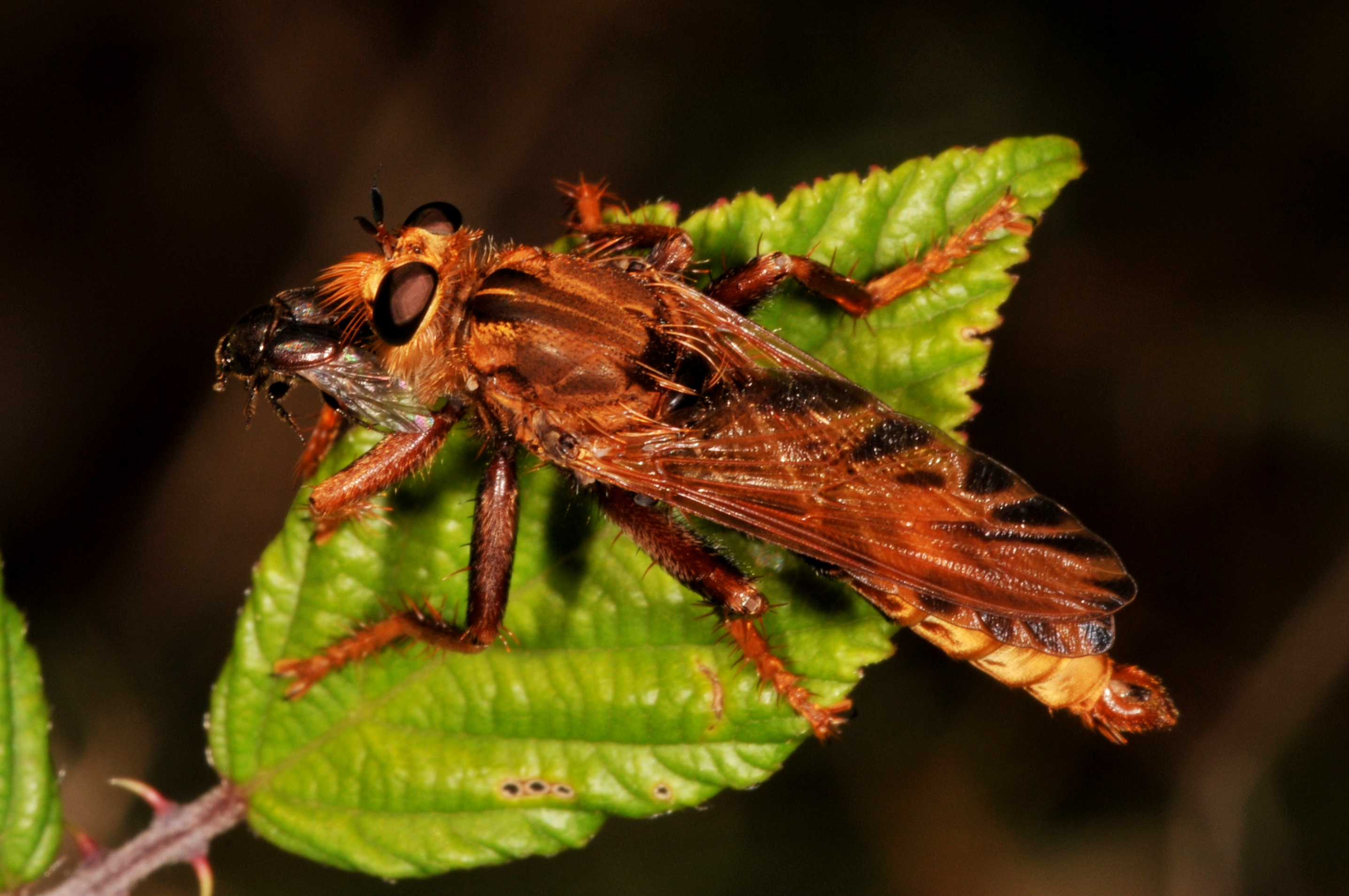
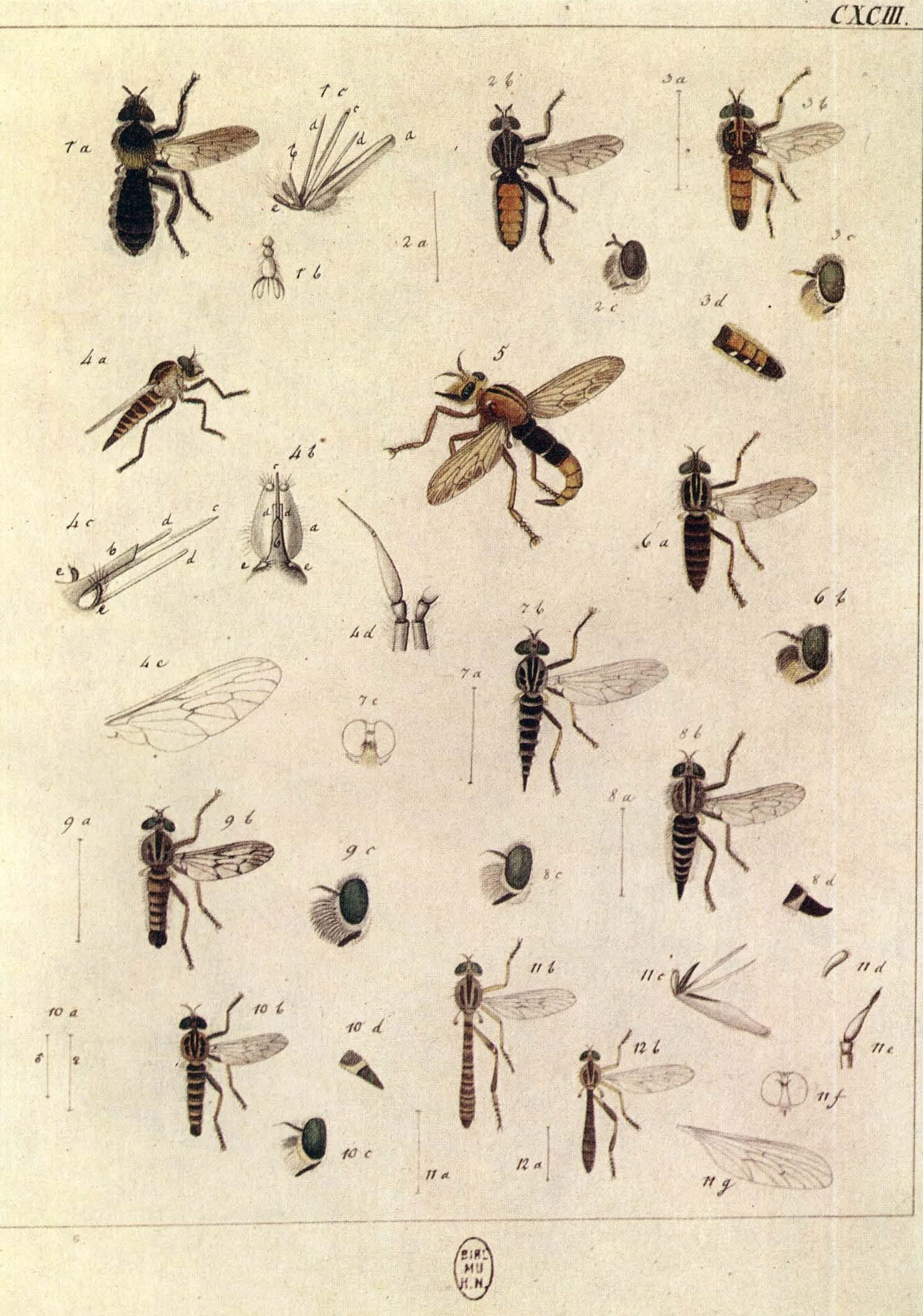
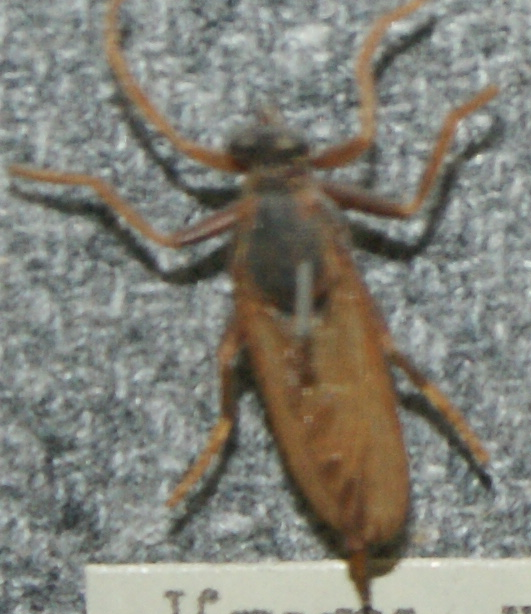